# Преняна Миланезе
Преня̀на Миланѐзе (на италиански: Pregnana Milanese, на западноломбардски само: Pregnana, Преняна) е градче и община в Северна Италия, провинция Милано, регион Ломбардия. Разположено е на 154 m надморска височина. Населението на общината е 7033 души (към 2013 г.).